# (1414) Jérôme
(1414) Jérôme, désignation internationale (1414) Jerome, est un astéroïde de la ceinture principale.

## Description
(1414) Jérôme est un astéroïde de la ceinture principale d'astéroïdes. Il fut découvert par Louis Boyer le 12 février 1937 à Alger. Il présente une orbite caractérisée par un demi-grand axe de 2,78 UA, une excentricité de 0,16 et une inclinaison de 8,85° par rapport à l'écliptique.
Il fut nommé en hommage à Jérôme Boyer, père du découvreur.

## Compléments